# Juegos cognoscitivos
Los juegos cognitivos son aquellos juegos que se basan en realizar destrezas intelectuales como la memoria, las operaciones básicas y el lenguaje para solucionar diferentes situaciones. En estos juegos básicamente se siguen reglas complicadas o extensas y generalmente de fichas, tableros e instrumentos de escritura.

## Ejemplos
Los juegos cognitivos son muy variados. Cabe destacar:
1. Ajedrez
2. Batalla naval
3. Damas
4. Dominó
5. Go
6. Ludo
7. Memoria
8. Monopoly
9. Rompecabezas
10. Tres en línea
11. Bingo
12. Scrabble